# Louis Bromfield
Pour les articles homonymes, voir Bromfield.

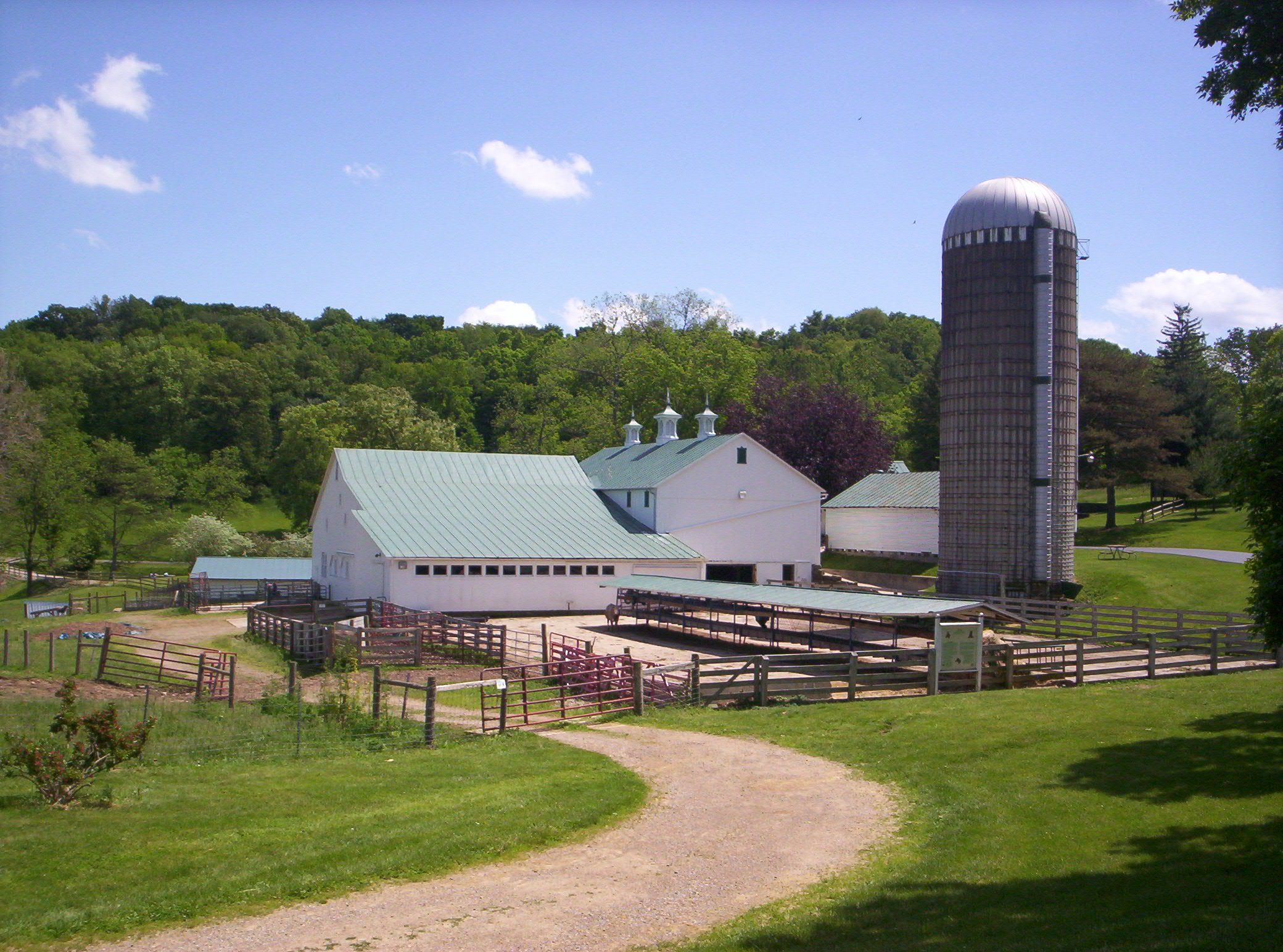
Malabar Farm, la ferme biologique de Louis Bromfield.

Louis Bromfield (né le 27 décembre 1896 à Mansfield et mort le 18 mars 1956 à Columbus) est un écrivain américain. Le prix Pulitzer lui a été décerné en 1927 pour son troisième roman, Précoce Automne.

## Biographie
Né Louis Brumfield à Mansfield, il étudia d'abord l'agronomie à l'université Cornell de 1914 à 1916, puis se tourna vers des études de journalisme à l'université Columbia. Il y est membre de la sodalité Phi Delta Theta, mais avec la Première Guerre mondiale, il ne devait pas s'écouler plus d'une année avant qu'il ne parte en Europe comme brancardier volontaire en France dans le cadre de l’American Field Service. Décoré de la croix de Guerre et de la Légion d'honneur, il rentre en 1919 à New York et trouve un emploi de reporter. Son premier roman, La Colline aux cyprès, publié en 1924, lui vaut une célébrité immédiate. En 1927, il remporte le prix Pulitzer du roman pour Précoce Automne. Par la suite, tous ses romans (une trentaine au total) deviennent des best-sellers, et plusieurs d'entre eux sont même adaptés au cinéma, notamment La Mousson et Mrs. Parkington.
Après une décennie passée de nouveau en France, Bromfield retourne dans son Ohio natal en 1938 pour y mettre en application les principes de l'agriculture biologique, avec une alimentation du bétail à base de fourrage naturel, dans sa ferme de Malabar Farm, près de Lucas. De grand romancier à succès, Bromfield se fait alors essayiste, mais il trouve un nouveau public grâce à sa réputation d’écrivain du terroir et de défenseur du « retour à la terre ». Encore de nos jours, des milliers d'Américains continuent de visiter Malabar Farm State Park (en), la ferme de l'écrivain, qui continue de promouvoir par l'exemple les valeurs et les méthodes agronomiques de Bromfield. L'une des principales attractions du parc est la forêt Doris Duke, dédiée à la célèbre philanthrope Doris Duke, qui par ses donations permit à la fondation Bromfield de maintenir vivant cet héritage.
Bromfield était proche de plusieurs célébrités de l'entre-deux-guerres, comme l'architecte F. F. Schnitzer (en) ; Humphrey Bogart et Lauren Bacall se marièrent à Malabar, Louis Bromfield étant garçon d’honneur.
Louis Bromfield avait épousé en 1921 la fille d'un magistrat new-yorkais fort en vue, Mary Appleton Wood († 1952), qui lui donna trois filles : Ann, Hope et Ellen.
Dans les années 1980, Louis Bromfield est admis à titre posthume à l'Ohio Agricultural Hall of Fame et en décembre 1996, pour le centenaire de sa naissance, le département d'Agriculture de l’Ohio a fait faire un buste du célèbre écrivain pour son nouveau siège social de Reynoldsburg.
Les idées visionnaires de Bromfield en matière d'agriculture continuent de faire école à travers le monde. La fille de l'écrivain américain, Ellen Bromfield-Geld, a inauguré Malabar Brazil, une fondation destinée à propager les idéaux de la culture biologique. La Malabar 2000 Foundation envisage la création d'un centre de formation à Malabar Farm pour prolonger les essais tentés naguère dans le comté de Richland par Louis Bromfield.

## Œuvre

### Romans
- The Green Bay Tree, 1924 La Colline aux cyprès, traduit par Jacques Schoellkopf, Paris, Édition de la Table Ronde, 1948 ; réédition, Paris, La Table ronde, coll. « Le Livre de poche » no 187-188, 1956 ; réédition, Paris, Gallimard, coll. « Folio » no 513, 1973 ; réédition, Paris, La Table ronde, coll. « Le petit vermillon » no 184, 2003  (ISBN 2-7103-2563-2)
- Possession, 1925 Emprise, traduit par Geneviève de Genevraye, Paris, Éditions du Pavois, 1949 ; réédition, Paris, Éditions du Pavois, coll. « Le Livre de poche » no 126-127, 1955 ; réédition, Paris, Phébus, coll. « D'aujourd'hui. Étranger », 2000  (ISBN 2-85940-687-5)
- Early Autumn, 1926 (Prix Pulitzer 1927) Précoce automne, traduit par Lucette Baillon de Wailly, Paris, Delamain et Boutelleau, 1931 ; réédition, Paris, LGF, coll. « Le Livre de poche » no 829-830, 1962 ; édition bibliophilique numérotée avec illustrations de Claude Roederer, Paris, Club des amis du livre, 1964 ; réédition, Lausanne/Paris, Éditions Rencontre, 1971 ; réédition, Paris, Phébus, coll. « D'aujourd'hui. Étranger », 1999 ; réédition, Paris, Phébus, coll. « Libretto » no 385, 2012  (ISBN 978-2-7529-0662-5)
- A Good Woman, 1927 Une femme de bien, traduit par A. Cosse, Paris, La Jeune Parque, 1948
- The House of Women, 1927
- The Work of Robert Nathan, 1927
- The Strange Case of Miss Annie Spragg, 1928 Le Cas de Miss Annie Spragg, traduit par Berthe Vulliemin, Paris, Delamain et Boutelleau, 1937
- Awake and Rehearse, 1929
- Tabloid News, 1930
- Twenty-Four Hours, 1930 Vingt-quatre Heures, traduit par Sarah J. Silberstein et Charles Brugell, Paris, Stock, Delamain et Boutelleau, 1933 ; réédition, Genève, Éditions de Crémille, coll. « Grands romans contemporains », 1973
- A Modern Hero, 1932 Un héros moderne, traduit par Berthe Vulliemin, Paris, Stock, 1935 ; réédition, Lausanne/Paris, Édition Rencontre, 1971
- The Farm, 1933 La Ferme, traduit par Mme Albert Guillaume, Paris, Delamain et Boutelleau, 1938
- The Man Who Had Everything, 1935 L'Homme comblé, traduit par G. Flamme et M. Guillemin, Paris, Stock, 1946 ; réédition (avec La Vallée perdue), Lausanne/Paris, Édition Rencontre, 1971
- The Rains Came, 1937 La Mousson, traduit par Berthe Vulliemin, Paris, Stock, 1939 ; réédition, Paris, Stock, coll. « Le Livre de poche » no 540-542, 1960 ; réédition en 2 vol., Lausanne/Paris, Éditions Rencontre, 1969 ; réédition, Paris, LGF, coll. « Le Livre de poche » no 540, 1989 ; réédition, Paris, Stock, coll. « La cosmopolite », 2004  (ISBN 2-234-05667-5) ; rééd., Paris, Les Belles Lettres, coll. « Domaine étranger », 664 p., 2021  (ISBN 978-2251452081)
- Night in Bombay, 1940 Les Nuits de Bombay, traduit par Pierre-François Caillé, Paris, Delamain et Boutelleau, 1942 ; réédition, Lausanne/Paris, Édition Rencontre, 1970
- Wild Is the River, 1941 Le Delta sauvage, traduit par Alain de La Falaise, Paris, Delamain et Boutelleau, 1953 ; réédition de la même traduction sous le titre Mississippi, Paris, Phébus, coll. « D'aujourd'hui. Étranger », 2000  (ISBN 2-85940-603-4)
- Mrs. Parkington, 1943 Mrs Parkington, traduit par Jean Buhler, Paris, Stock, 1946 ; réédition, Paris, Stock, coll. « Le Livre de poche » no 245-246, 1957 ; réédition, Lausanne/Paris, Éditions Rencontre, 1972 ; réédition, Paris, Phébus, coll. « D'aujourd'hui. Étranger », 2002 ; réédition, Paris, Phébus, coll. « Libretto » no 311, 2010  (ISBN 978-2-7529-0430-0)
- What Became of Anna Bolton, 1944 Anna Bolton, traduit par Robert Lange, New York, Brentano's, 1946
- Pleasant Valley, 1945 Plaisante Vallée, traduit par Jean Talva, Paris, 1948
- Bitter Lotus 1945
- Colorado, 1947 Colorado, traduit par Simone Beuzebosc, Paris, Stock, 1949  ; réédition, Lausanne/Paris, Édition Rencontre, 1971 ; réédition, Paris, Phébus, coll. « D'aujourd'hui. Étranger », 2001  (ISBN 2-85940-746-4)
- Malabar Farm, 1948 Malabar, traduit par M. Gallois-Montbrun, Paris, Delamain et Boutelleau, 1952
- The Wild Country, 1948 La Vallée perdue, traduit par Marie-Madeleine Fayet, Paris, Delamain et Boutelleau, 1950 ; réédition (avec L'Homme comblé), Lausanne/Paris, Édition Rencontre, 1971
- Out of the Earth, 1950
- Mr. Smith, 1951 Mr. Smith, traduit par Jean Rosenthal, Paris, Édition Stock, 1952 ; réédition, Lausanne/Paris, Édition Rencontre, 1971
- The Wealth of the Soil, 1952
- Up Ferguson Way, 1953
- A New Pattern for a Tired World, 1954 Le Monde à refaire, traduit par Collin Delavaud, Paris, Delamain et Boutelleau, 1954
- From My Experience, 1955 Joies et Misères d'un fermier, traduit par Jean Rosenthal, Paris, Édition Stock, 1956

### Recueils de nouvelles
- Speakeasy 55, 1932 Speakeasy 55, traduit par Berthe Vulliemin, Lausanne, Mermod, 1932
- The Life of Vergie Winters, 1934 Hors la famille, traduit par Mme Albert Guillaume et Berthe Vulliemin (pour la nouvelle Speakeasy 55), Paris, Stock, 1934
- A Few Brass Tacks, 1946 Ce monde où nous vivons, traduit par Henriette de Boissard et Solange de La Baume, Paris, La Jeune Parque, 1948
- Kenny, 1947 Kenny, traduit par Marie-Madeleine Fayet, Lausanne, Édition Rencontre, 1972
- A New Pattern for a Tired World, 1954 Le monde à refaire, traduit par Collin Delavaud, Paris, Librairie Stock, 1954
- Animals and Other People, 1955 Les Animaux et les autres grandes personnes, traduit par Jean Rosenthal, Paris, Édition Stock, 1957

### Autres publications
- It Takes All Kinds, 1939 Le Cabaret d'un soir, traduit par André Stivène, Genève/Paris, Jeheber, 1949
- Nicole's Guide to Paris, 1946 Paris avant l'aurore, traduit par Jean Rosenthal, Paris, Fayard, 1946

## Adaptations au cinéma
- 1931 : Vingt-quatre Heures, film américain réalisé par Marion Gering, avec Clive Brook, Kay Francis et Miriam Hopkins
- 1934 : Un héros moderne (A Modern Hero), film américain réalisé par Georg Wilhelm Pabst, avec Richard Barthelmess, Jean Muir et Marjorie Rambeau
- 1934 : Le Calvaire de Flora Winters (The Life of Vergie Winters) par Alfred Santell avec Ann Harding
- 1939 : La Mousson (The Rains Came), film américain réalisé par Clarence Brown, avec Myrna Loy, Tyrone Power et George Brent
- 1940 : Rendez-vous à minuit (It All Came True), film américain réalisé par Lewis Seiler, adaptation de la nouvelle éponyme, avec Ann Sheridan, Humphrey Bogart et Jeffrey Lynn
- 1943 : Johnny le vagabond (Johnny Come Lately), film américain réalisé par William K. Howard, adaptation du roman Mcleod's Folly, avec James Cagney, Grace George (en) et Marjorie Main
- 1944 : Madame Parkington (Mrs. Parkington), film américain réalisé par Tay Garnett, avec Greer Garson, Walter Pidgeon et Agnes Moorehead
- 1955 : La Mousson (The Rains of Ranchipur), film américain réalisé par Jean Negulesco, avec Lana Turner, Richard Burton et Fred MacMurray